# Velenje

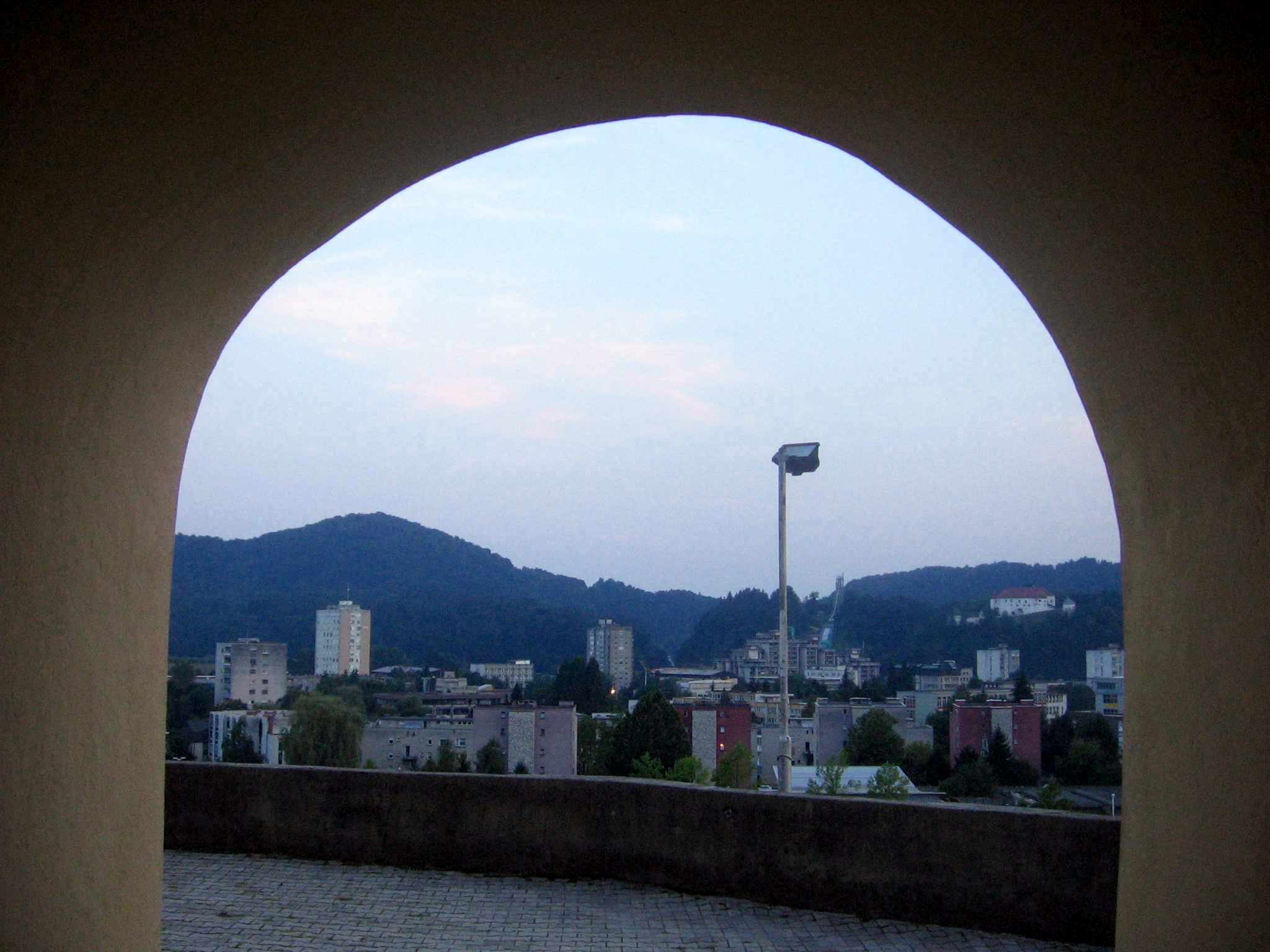
Velenje

Velenje este un oraș din Slovenia.